# Orvosi kínzás
Az orvosi kínzás vagy orvosi vallatás (angolul: medical torture) olyan kínzási, kényszervallatási forma, amelynél jelen vannak és időnként aktívan részt is vesznek orvosok, vagy orvosi képzést kapott személyek. Az orvosok jelenléte korlátozódhat a kínzás áldozatai állapotának felmérésére vagy kezelésükre, de aktívan részt is vehetnek a folyamatban. Utóbbi során az orvos ismereteit felhasználva járulhat hozzá az áldozat szenvedéseinek növeléséhez, hajthat végre jelentős fájdalommal járó kísérleteket vagy éppen jelenlétével járulhat hozzá szélsőséges vallatási módszerek használatához. Az angol nyelvben ez a kifejezés vonatkozhat még a jelentős fájdalommal járó tudományos (vagy áltudományos) orvosi kísérletekre, amelyet olyan alanyokon hajtanak végre, akik ehhez nem adták beleegyezésüket.

## Jogi és etikai megítélése
Az orvosi etika alapelveit és számos nemzetközi egyezményt sérti az orvosi kínzás, az orvosok jelenléte vagy részvétele a kínvallatásban:
- a hippokratészi eskü már tartalmaz az orvosi kínzásra vonatkoztatható kitételeket: "Tehetségemhez és tudásomhoz mérten fogom megszabni a betegek életmódját az ő javukra, és mindent elhárítok, ami ártana nekik. Senkinek sem adok halálos mérget, akkor sem, ha kérik, és erre vonatkozólag még tanácsot sem adok."
- A második világháború során a nácik által végrehajtott atrocitásokra válaszul dolgozta ki a "World Medical Association" az orvosi hivatás genfi deklarációját,[1] amely szintén megköveteli az orvosoktól, hogy tartsák tiszteletben az emberi élet méltóságát és a beteg érdekeit szem előtt tartva járjanak el
- Szintén a nácik által végrehajtott orvosi kísérletekre adott válaszul született meg a Nürnbergi kód, amely előírja, hogy mit lehet és mit nem lehet tenni az embereken végrehajtott kísérletek során[2]
- az 1949-es negyedik genfi egyezmény kifejezetten megtiltja a hadifoglyok vagy más, fogságba esett személyek kínzását, kínvallatását[3]
- a WMA 1975-ös tokiói deklarációja is kifejezetten megtiltja, hogy az orvosok "elnézzék, támogassák vagy részt vegyenek" a kínzásban[4]
- az ENSZ által elfogadott A kínzás és más kegyetlen vagy megalázó büntetések elleni nemzetközi egyezménye[5] kifejezetten tiltja a kínzás vagy a kínvallatás minden formáját, megerősíti a kínzás és más kegyetlen, embertelen vagy megalázó bánásmódok fennálló tilalmát és előírja: "a kínzás tilalmának teljes egészében szerepelnie kell a polgári vagy katonai jogalkalmazó személyek, az orvosi kar, a közhivatalnokok és minden más személy számára szánt oktatási és tájékoztató anyagokban"[6]

## Legismertebb esetei
- A 17. századtól a 20. századig az elmebetegségek kezelése az erre szakosodott intézményekben gyakran volt erőszakos és megalázó: kikötözés, verés, vércsapolás, kifárasztás, hashajtókúra, hánytatás, émelygésterápia, ájulásterápia, hólyaghúzás, oxigénhiányos kezelés, vízsugár, illetve hideg víz-sokk terápia. Más esetekben lekötözve, magatehetetlen állapotban hagyták a betegeket „nyugtatószékben” vagy kényszerzubbonyban. Az is gyakori volt, hogy az ilyen intézményekben belépő ellenében lehetett az ápoltakat megtekinteni, akár egy állatkertben az állatokat.[7] (A pszichés betegek és fejlődési rendellenességekkel rendelkező emberek pénzért történő mutogatása a középkor óta bevett szokás volt.)
- A második világháború idején:
  - 1937 és 1945 között a Japán Császári Hadsereg 731-es egysége titkos biológiai és vegyi hadviselési kísérleteket folytatott kínai, orosz, amerikai és más nemzetiségű hadifoglyokon. Az egység orvosai élveboncolást és más kísérleteket hajtottak végre amerikai hadifoglyokon a második világháború során.
  - 1939 és 1945 között a náci Németország koncentrációs táboraiban végeztek kísérleteket a táborban fogva tartott személyeken, a legismertebbeket Dr. Josef Mengele végezte.
- 1970 és 1971 között mentális zavart keltő vallatási technikákat alkalmaztak az Észak-Írországban foglyul ejtett személyeken. Az ír kormány panaszt tett az emberi jogok európai bizottságánál, amely elítélte Nagy-Britanniát, azonban az Emberi Jogok Európai Bírósága kijelentette, hogy a brit kormány eszközei "embertelenek és lealacsonyítók, de nem számítanak kínzásnak".
- A Szovjetunióban gyakran tartottak fogva politikai elítélteket pszichiátriai intézetekben, ahol erős gyógyszerekkel és fájdalommal járó kezelésekkel kínozták őket.
- 1978-ban Kambodzsában, a Vörös Khmerek rémuralma idején a Phnom Penh-i Tuol Sleng börtönben emberi kísérleteket hajtottak végre az ott fogva tartott politikai foglyokon.
- Az apartheid időszakában a dél-afrikai haderő homoszexuális sorkatonáit erőszakkal vetették alá olyan kezeléssorozatnak (többek között elektrosokk-terápia), amellyel ki akarták kezelni őket ebből az állapotból.
- A világ számos országában, hosszú időn át végeztek büntetésképpen elektrosokk-terápiát (hivatalos nevén elektrokonvulzív kezelést) elmebetegeken vagy problémás viselkedésű felnőtteken és gyerekeken. Hasonló indokkal terjedt el a lobotómia is.
- A 2001. szeptember 11-i támadások óta számos eset került napvilágra, amikor az Egyesült Államok hadereje vagy titkosszolgálatai kínzásnak, kínvallatásnak vetették alá a terroristagyanús személyeket vagy az afganisztáni és az iraki hadszínéren fogságba esett személyeket. Az amerikai Center for Constitutional Rights szervezet szerint orvosok, pszichiáterek, pszichológusok és ápolószemélyzet is részt vett olyan cselekményekben, amelyek kimerítik az orvosi kínzás fogalmát:
  - vallatási módszereket dolgoztak ki.
  - tanácsot adtak a vallatóknak a foglyok gyengeségeinek kihasználásával kapcsolatban.
  - orvosi eljárásokkal fájdalmat okoztak a foglyoknak.
  - a vallatás során figyelemmel kísérték a foglyok szenvedését, hogy megakadályozzák a nagyobb (kezelést igénylő) sérüléseket.
  - megvizsgálták és ellátták a foglyokat, hogy további kínvallatásnak lehessen őket alávetni.
  - a foglyoknak csak a vallatókkal való együttműködés fejében nyújtottak orvosi ellátást.
  - bizalmas információkat osztottak meg a vallatókkal.
  - segítettek a vallatás és a kínzás nyomainak eltüntetésében.

## Fiktív esetek
- az angol Michael Palin vallatóorvost játszik Terry Gilliam 1985-ös Brazil című filmjében.
- George Orwell 1984 című regényének filmváltozatában a főszereplőt, Winston Smitht megkínozza a gondolatrendőrség.
- az amerikai Gregory Peck alakította a náci orvost, Dr. Josef Mengelét Franklin J. Schaffner 1978-as A brazíliai fiúk című filmjében.
- az angol Laurence Olivier alakította Christian Szell náci fogorvos John Schlesinger 1976-os Maraton életre-halálra című filmjében.
- a Száll a kakukk fészkére című, Jack Nicholson főszereplésével készült filmben elektrosokk-terápiát és homloklebeny-eltávolítást alkalmaznak a betegekkel szemben
- az amerikai 24 című tv-sorozatban számos alkalommal alkalmaznak orvosi kínzást (többek között hallucinogéneket tartalmazó injekciókat) a foglyul ejtett terroristákkal szemben, hogy információkat csikarjanak ki tőlük.[8]
- az amerikai Lost – Eltűntek című sorozatban számos alkalommal használnak kínzást, kínvallatást vagy embertelen bánásmódot: az első évadban Jack Shephard kérésére Sayid Jarrah megkínozza Sawyert, hogy kicsikarják tőle az asztmás Shannon orvosságainak hollétét. A harmadik évadban Sawyer a „Többiek” fogságába esik. Ők megverik, illetve eljátsszák vele, hogy a szívébe fecskendeztek valamilyen anyagot, amitől meghal, ha túl nagy lesz a pulzusa. Az eltűntek fogságába esett Benjamin Linust szintén Sayid veri meg, hogy kicsikarja belőle valódi személyazonosságát, majd később Jack a műtőasztalon felvágja a gerincvelő burkát és azzal fenyegetőzik, hagyja Bent meghalni, ha nem engedik szabadon Kate Austent és Sawyert. Ben lányának, Alexnek a barátját, Karl Martint agymosásnak vetik alá, hogy elfelejtse a lányt – Kate és Sawyer szabadítják ki a fiút menekülésük közben.

## Fordítás
- Ez a szócikk részben vagy egészben  a   Medical torture című angol Wikipédia-szócikk ezen változatának fordításán alapul.  Az eredeti cikk szerkesztőit annak laptörténete sorolja fel. Ez a jelzés csupán a megfogalmazás eredetét és a szerzői jogokat jelzi, nem szolgál a cikkben szereplő információk forrásmegjelöléseként.